# Dodecan
Dodecan (auch n-Dodekan) ist eine farblose, brennbare, mild riechende Flüssigkeit. Dodekan ist eine organische chemische Verbindung aus der Gruppe der höheren Alkane, genauer der Dodecane.

## Vorkommen

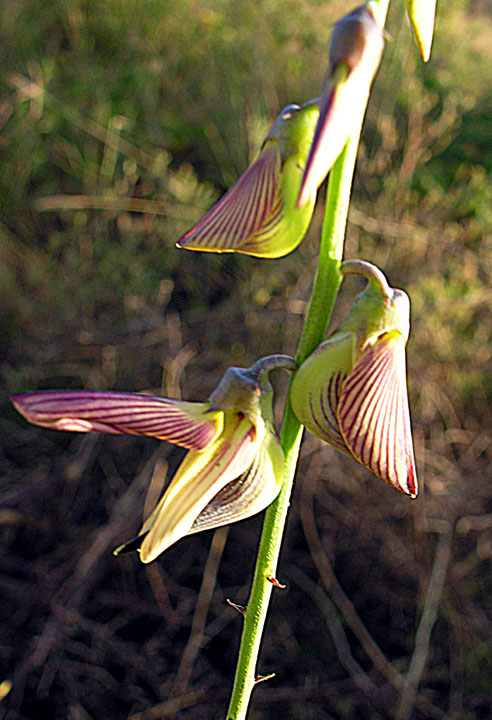
n-Dodecan kommt zu etwa 2 % in Crotalaria ochroleuca vor

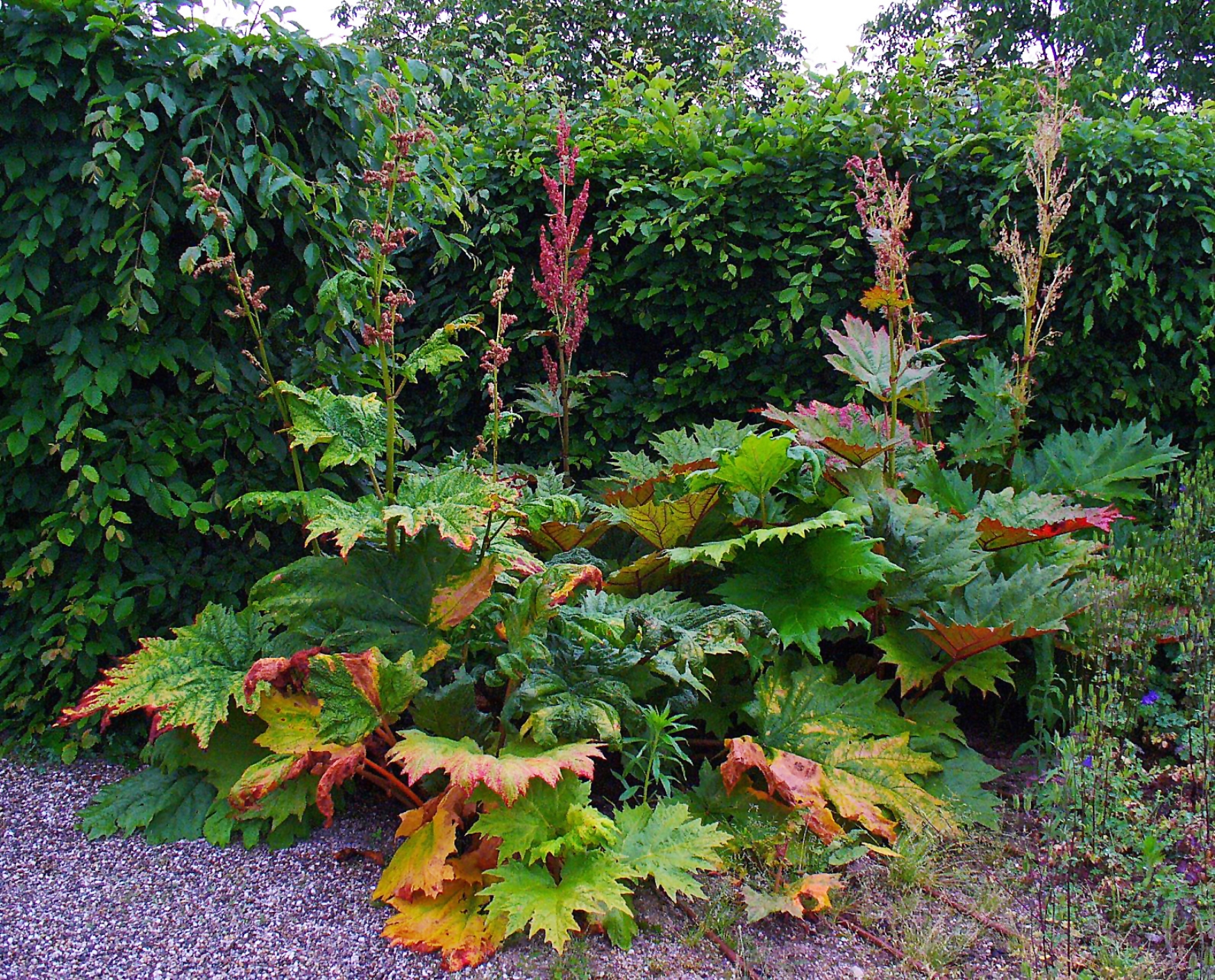
Ferner kommt es beispielsweise im Rhabarber vor

Natürlich kommt n-Dodecan zu etwa 2 % in den Blättern und Samen von Crotalaria (Crotalaria ochroleuca) vor. Daneben findet sich Dodecan auch in Rheum palmatum, Cymbopogon parkeri, Piment (Pimenta dioica), Süßholz (Glycyrrhiza glabra), Papaya (Carica papaya), Indischem Wassernabel (Centella asiatica), Benediktenkraut (Cnicus benedictus), Schwarznuss (Juglans nigra) und Baikal-Helmkraut (Scutellaria baicalensis) vor.
Dodecan ist Bestandteil von Dieselkraftstoff.

## Eigenschaften

### Physikalische Eigenschaften
Dodecan ist eine farblose Flüssigkeit, die unter Normaldruck bei 216 °C siedet. Die Dampfdruckfunktion ergibt sich nach Antoine entsprechend log10(P) = A−(B/(T+C)) (P in bar, T in K) mit A = 4,10549, B = 1625,928 und C = −92,839 im Temperaturbereich von 399,53 bis 490,49 K.
Die wichtigsten thermodynamischen Eigenschaften sind in der folgenden Tabelle aufgelistet:
| Eigenschaft               | Typ                | Wert                                                              |
| ------------------------- | ------------------ | ----------------------------------------------------------------- |
| Standardbildungsenthalpie | ΔfH0gas ΔfH0liquid | −290,9 kJ·mol−1 −352,1 kJ·mol−1                                   |
| Verbrennungsenthalpie     | ΔcH0liquid         | −8086,0 kJ·mol−1                                                  |
| Wärmekapazität            | cp                 | 375,26 J·mol−1·K−1 (25 °C) 2,20 J·g−1·K−1 (25 °C) als Flüssigkeit |
| Schmelzenthalpie          | ΔfH                | 36,836 kJ·mol−1 beim Schmelzpunkt                                 |
| Schmelzentropie           | ΔfS                | 139,75 kJ·mol−1 beim Schmelzpunkt                                 |
| Verdampfungsenthalpie     | ΔVH ΔVH0           | 51,6 kJ·mol−1 beim Normaldrucksiedepunkt 61,51 kJ·mol−1 bei 25 °C |
| Kritische Temperatur      | TC                 | 385 °C                                                            |
| Kritischer Druck          | PC                 | 18 bar                                                            |
| Kritisches Volumen        | VC                 | 0,754 l·mol−1                                                     |
| Kritische Dichte          | ρC                 | 1,3 mol·l−1                                                       |

### Sicherheitstechnische Kenngrößen
Dodecan bildet bei höheren Temperaturen entzündliche Dampf-Luft-Gemische. Die Verbindung hat einen Flammpunkt von 80 °C. Der Explosionsbereich beginnt bei 0,6 Vol.‑% (40 g/m3) als untere Explosionsgrenze (UEG). Der untere Explosionspunkt liegt bei 72 °C. Die Zündtemperatur beträgt 200 °C. Der Stoff fällt somit in die Temperaturklasse T4.

## Verwendung
Dodecan wird bei der Wiederaufarbeitung abgebrannter Brennelemente als Lösungsmittel von Tributylphosphat (TBP) bei der Extraktion von Uran und Plutonium (PUREX-Prozess) eingesetzt.